# Lars Elfforss
Lars Erik Elfforss, född 24 januari 1817 i Ovanåker, död 23 juni 1869 i Västervik (bokförd i Stockholms finska församling), var en svensk skådespelare och teaterledare.

## Biografi
Lars Erik Elffors var son till fanjunkaren Jonas Elfforss. Fadern hade tänkt sig att Lars Erik skulle bli handelsman och han anställdes i en affär i Gävle, men lämnade sin anställning där för att söka sig till teatern. 
En kort tid var han anställd vid C. A. F. Berggrens teatersällskap och därefter hos A. G. Wallins teatersällskap 1839-1842 innan han engagerades vid Mindre teatern.
Han bildade 1844 ett eget kringresande teatersällskap 1844, som vid hans död övertogs av hans andra fru.
Han var gift först med skådespelaren Johanna Enbom (1809-1846) och därefter med Thérèse Elfforss, som övertog hans teatersällskap vid hans död.